# 石黒光義
石黒 光義（いしぐろ みつよし、生年不詳 - 文明13年（1481年））は、15世紀半ばに越中国砺波郡石黒地方を支配した武士。当時、急速に勢力を拡大していた一向一揆と対立した末に、田屋川原の戦いで敗れ自害したことで知られる。

## 概要

### 出自

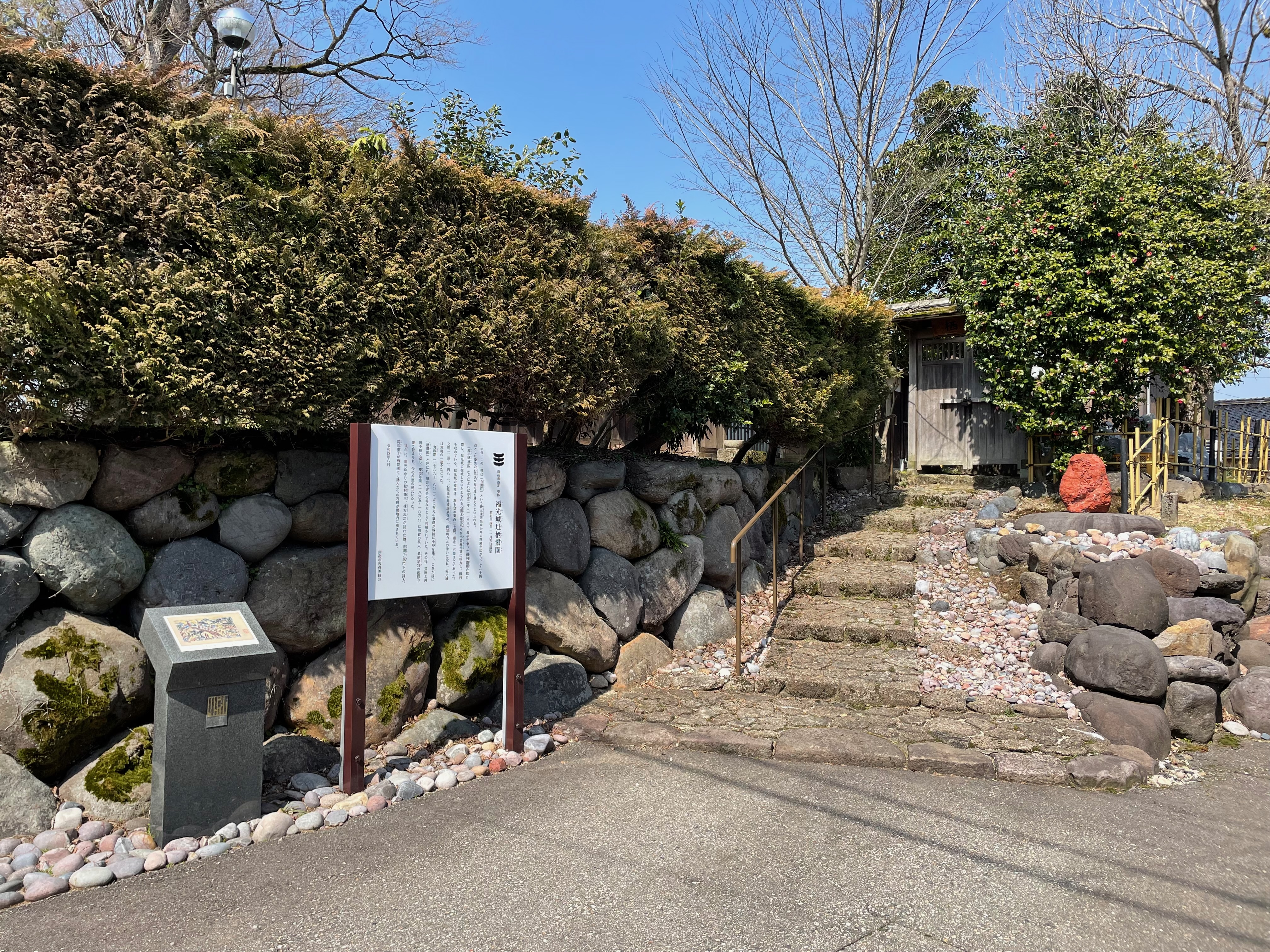
福光石黒家が本拠とした、福光城址

越中国砺波郡の石黒家は平安時代末から存在する由緒ある武士の家系で、いくつかの家系に分かれて小矢部川流域一帯を支配していたが、石黒光義はその中でも福光城を拠点とする福光石黒家の惣領であった。現存する石黒家系図は木舟城石黒家にかかるものばかりであり、福光石黒家の石黒光義の系譜は記録がなく不明である。
ただし、石黒治男所蔵「越中石黒糸図」では倶利伽羅峠の戦いで活躍したとされる「石黒光弘」に「光房(弥太郎)」と「光宗(二郎兵衛尉)」という二人の息子がいたとし、「光宗」の家系(＝木舟石黒家)について詳述している。越中中世史研究者の久保尚文は、「光宗」の兄「光房」とその孫「光清」もまた石黒宗家の通字である「光」を有していることから、「石黒光房-光清」の子孫こそ福光石黒家の宗家であり、石黒光義もその末裔ではないかと推測している。
また、石黒家の本拠地であった石黒郷は石黒上郷・石黒中郷・石黒下郷の3地域に分かれていたことが『関東下知状』に記されているが、福光石黒家は石黒上郷の領主であったと推定されている。

### 一向一揆との対立

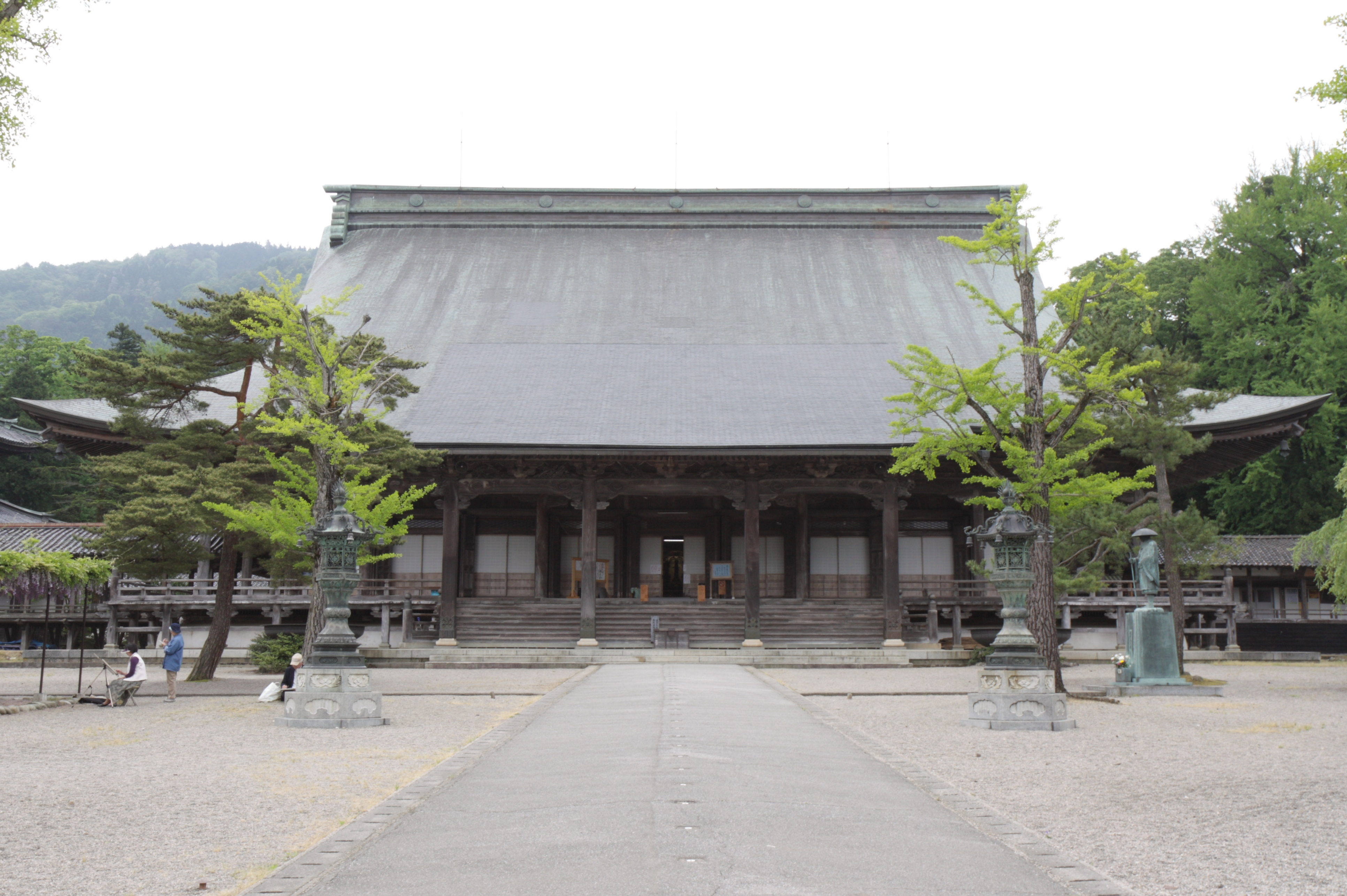
現在の井波別院瑞泉寺本堂

文明7年(1475年)、加賀国守護富樫政親が蓮如を吉崎から追い出したことに不満を抱いた加賀国石川・河北二郡の一向宗徒が連年一揆を起こしたが、富樫政親の弾圧を受けて多数の者が越中国砺波郡の瑞泉寺に逃げ込んだ。
そこで文明13年(1481年)、富樫政親は砺波郡南部の有力者である福満(福光)城主石黒光義に瑞泉寺討伐を依頼し、富樫政親からの要請を受けた石黒光義は一族を集めて評定を開いた。石黒光義評定の席で「近年一向宗蔓延り、ややもすれば国主に対し我促を働く。その上、瑞泉寺へ加州より逃集まる坊主ども、もし一揆を起こし加賀のごとく騒動に及べば、国の乱と申すものたり、まだ子の企て無き中に瑞泉寺を焼き滅ぼし、院主・坊主とも絡めとるべきなり」と述べて、2月18日に出陣することを決めた。
また、石黒光義は育王仙(医王山)惣海寺の宗徒にも協力を要請したところ、惣海寺も近年一向流が広まったことで天台宗徒も日に日に改宗者が増えていることを慣っていると語り、瑞泉寺討伐への協力に応えた。

### 田屋川原の戦い

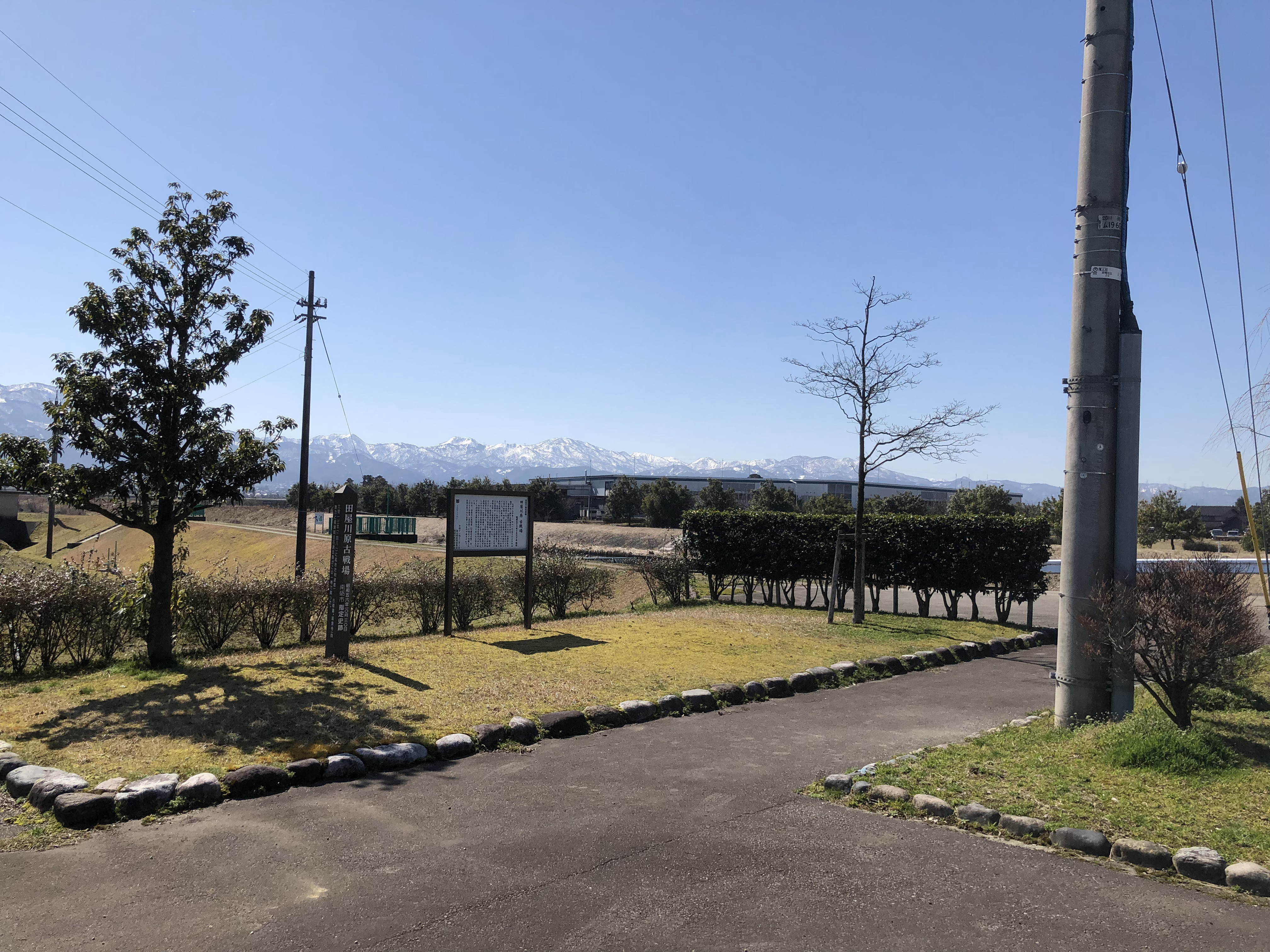
南砺市指定史跡　田屋川原古戦場跡

当初の予定通り2月18日に福光城を進発した石黒・惣海寺軍は、先陣に野村五郎と石黒次郎左右衛門率いる500名余り、二陣惣海寺宗徒1000名余り、本陣大将石黒右近光義以下500名余り、後陣300名余り、桑桂1600名から成り立っていた。一方、瑞泉寺には五箇山勢300名余り、近在百姓2000名余り、般若野郷の百姓1500名、そのほか射水郡百姓1000名らが武鍵 熊手・棒・鎌をなどを持って集い、総勢5000名余りの石黒方を上回る大軍勢となった。瑞泉寺軍は井波より1里西の山田川まで押し出し、山田川沿いの田屋川原の地にて石黒軍を待ち構えた。到着した石黒軍は瑞泉寺軍が予想よりも遥かに多いことに気づいたが、坊主・百姓ならば蹴散らせると見て先陣500名余りと惣海寺宗徒300名が遂に瑞泉寺方に攻撃を仕掛けた。
これより先、かつて石黒家に仕えていた坊坂四郎左衛門は何らかの理由で石黒家に居所の桑山城から追い出され、土山御坊に寄宿していた。本泉寺を通じて土山に石黒家の瑞泉寺討伐の企みが伝わると、加州(加賀国)の宗徒2000人余りが瑞泉寺への助力のため集結した。坊坂四郎を中心とする土山の軍勢は全軍を二手に分け、一方は医王山惣海寺、一方は石黒家の居城福光条へ攻撃を仕掛けた。惣海寺・福光城ともに主力は田屋川原方面に出払っていたために防御の兵はないに等しく、まず惣海寺が陥落し、48の寺院は放火によって燃え尽きてしまった。福光城も女童ばかりで防ぐ者がなく、こちらも城下町が焼き払われた。
田屋川原において瑞泉寺方と激闘を繰り広げていた石黒軍は、物見の報告によってまず医王山の山谷より煙が立ち上がっていることに気づいた。更に福光城からも火が上がるのが見えると石黒・惣海寺軍は遂に戦意を喪失し、石黒勢1600名は挟撃を恐れて我先にと逃げ出した。瑞泉寺方は逃れる石黒方を追撃して700名余りの首を取り、馬具などを奪って野尻方面(現砺波市・南砺市境の一帯)にまで進出した。石黒光義はこの地方で最も由緒の古い安居寺 (旧福野町西部)に逃れたが、瑞泉寺方はここまで押し寄せ、光義主従16名は全員腹を切り、その首は獄門にかけられたという。

## 石黒家略系図
|  |  |                         |                         |                         |                         |                         |                         |  |  | 石黒権大夫 光久 |  |  |  |  |  |  |  |  |  |                 |                 |                 |                 |                 |                 |  |  |  |  |  |  |  |  |  |  |
|  |  |                         |                         |                         |                         |                         |                         |  |  |                 |  |  |  |  |  |  |  |  |  |                 |                 |                 |                 |                 |                 |  |  |  |  |  |  |  |  |  |  |
|  |  |                         |                         |                         |                         |                         |                         |  |  | 石黒太郎 光興   |  |  |  |  |  |  |  |  |  |                 |                 |                 |                 |                 |                 |  |  |  |  |  |  |  |  |  |  |
|  |  |                         |                         |                         |                         |                         |                         |  |  |                 |  |  |  |  |  |  |  |  |  |                 |                 |                 |                 |                 |                 |  |  |  |  |  |  |  |  |  |  |
|  |  |                         |                         |                         |                         |                         |                         |  |  | 石黒太郎 光弘   |  |  |  |  |  |  |  |  |  |                 |                 |                 |                 |                 |                 |  |  |  |  |  |  |  |  |  |  |
|  |  |                         |                         |                         |                         |                         |                         |  |  |                 |  |  |  |  |  |  |  |  |  |                 |                 |                 |                 |                 |                 |  |  |  |  |  |  |  |  |  |  |
|  |  |                         |                         |                         |                         |                         |                         |  |  |                 |  |  |  |  |  |  |  |  |  |                 |                 |                 |                 |                 |                 |  |  |  |  |  |  |  |  |  |  |
|  |  | 石黒二郎兵衛尉 光宗     | 石黒二郎兵衛尉 光宗     | 石黒二郎兵衛尉 光宗     | 石黒二郎兵衛尉 光宗     | 石黒二郎兵衛尉 光宗     | 石黒二郎兵衛尉 光宗     |  |  |                 |  |  |  |  |  |  |  |  |  | 石黒弥太郎 光房 | 石黒弥太郎 光房 | 石黒弥太郎 光房 | 石黒弥太郎 光房 | 石黒弥太郎 光房 | 石黒弥太郎 光房 |  |  |  |  |  |  |  |  |  |  |
|  |  | 石黒二郎兵衛尉 光宗     | 石黒二郎兵衛尉 光宗     | 石黒二郎兵衛尉 光宗     | 石黒二郎兵衛尉 光宗     | 石黒二郎兵衛尉 光宗     | 石黒二郎兵衛尉 光宗     |  |  |                 |  |  |  |  |  |  |  |  |  | 石黒弥太郎 光房 | 石黒弥太郎 光房 | 石黒弥太郎 光房 | 石黒弥太郎 光房 | 石黒弥太郎 光房 | 石黒弥太郎 光房 |  |  |  |  |  |  |  |  |  |  |
|  |  | 石黒右馬允 光基         | 石黒右馬允 光基         | 石黒右馬允 光基         | 石黒右馬允 光基         | 石黒右馬允 光基         | 石黒右馬允 光基         |  |  |                 |  |  |  |  |  |  |  |  |  | 石黒彦二郎 公房 | 石黒彦二郎 公房 | 石黒彦二郎 公房 | 石黒彦二郎 公房 | 石黒彦二郎 公房 | 石黒彦二郎 公房 |  |  |  |  |  |  |  |  |  |  |
|  |  | 石黒右馬允 光基         | 石黒右馬允 光基         | 石黒右馬允 光基         | 石黒右馬允 光基         | 石黒右馬允 光基         | 石黒右馬允 光基         |  |  |                 |  |  |  |  |  |  |  |  |  | 石黒彦二郎 公房 | 石黒彦二郎 公房 | 石黒彦二郎 公房 | 石黒彦二郎 公房 | 石黒彦二郎 公房 | 石黒彦二郎 公房 |  |  |  |  |  |  |  |  |  |  |
|  |  | 石黒二郎右衛門尉 光綱   | 石黒二郎右衛門尉 光綱   | 石黒二郎右衛門尉 光綱   | 石黒二郎右衛門尉 光綱   | 石黒二郎右衛門尉 光綱   | 石黒二郎右衛門尉 光綱   |  |  |                 |  |  |  |  |  |  |  |  |  | 石黒 光清       | 石黒 光清       | 石黒 光清       | 石黒 光清       | 石黒 光清       | 石黒 光清       |  |  |  |  |  |  |  |  |  |  |
|  |  | 石黒二郎右衛門尉 光綱   | 石黒二郎右衛門尉 光綱   | 石黒二郎右衛門尉 光綱   | 石黒二郎右衛門尉 光綱   | 石黒二郎右衛門尉 光綱   | 石黒二郎右衛門尉 光綱   |  |  |                 |  |  |  |  |  |  |  |  |  | 石黒 光清       | 石黒 光清       | 石黒 光清       | 石黒 光清       | 石黒 光清       | 石黒 光清       |  |  |  |  |  |  |  |  |  |  |
|  |  |                         |                         |                         |                         |                         |                         |  |  |                 |  |  |  |  |  |  |  |  |  |                 |                 |                 |                 |                 |                 |  |  |  |  |  |  |  |  |  |  |
|  |  | 石黒左近蔵人 光治(成綱) | 石黒左近蔵人 光治(成綱) | 石黒左近蔵人 光治(成綱) | 石黒左近蔵人 光治(成綱) | 石黒左近蔵人 光治(成綱) | 石黒左近蔵人 光治(成綱) |  |  |                 |  |  |  |  |  |  |  |  |  | 石黒右近 光義   | 石黒右近 光義   | 石黒右近 光義   | 石黒右近 光義   | 石黒右近 光義   | 石黒右近 光義   |  |  |  |  |  |  |  |  |  |  |